# Ласкос, Василис
Василис Ласкос (греч. Βασίλης Λάσκος; 17 августа 1899, Элевсин — 27 февраля 1942, Эгейское море) — офицер военно-морских сил Греции, подводник и участник Второй мировой войны. Один из самых известных офицеров в истории подводного флота Греции. Его именем было названо два корабля ВМФ Греции.

## Молодость
Василис Ласкос родился в городе Элевсина в 1899 году и был четвёртым ребёнком (третьим сыном) в семье Эпаминонда Ласкоса и Мариго Канаки. Отмечен с детства жизнерадостностью, смелостью и драчливостью. Восхищался и подражал своему второму брату, Агесилаю, хотя братья отличались характером.
Последовал за Агесилаем и также поступил в военно-морское училище, в октябре 1915 года. Агесилай окончил училище в 1918 году, Василис в октябре 1920 года, в возрасте 21 года.
Первоначально, как и Агесилаос, Василис был сторонником монархистов, но затем стал сторонником Венизелоса.
Знавшие его люди описывают его положительные качества, но и две большие его слабости.
Женщины и матерщина. В особенности его мат «…твой Крест» выводил из себя мать Василиса, которая с возмущением заявляла своему сыну: «не матери Крест Василис, огнём полыхнёт Крест и сожжёт тебя». Часть его биографов (набожных) связывают эти слова матери, как знамение его гибели в день, когда православная Греция празднует Воздвижение Креста Господня.
22 декабря 1921 года семью поразило несчастье. Эсминец «Леон», на котором служил Агесилай, находясь на стоянке рядом с эсминцем «Иэракс» в Пирее получил повреждения от взрыва глубинной бомбы, которую переносили члены экипажа «Леона». Погибли 4 члена экипажа «Леона» и 2 «Иэракса».
Среди погибших на Леоне был Агесилай Ласкос.
В 1922 году Василис Ласкос служил вторым офицером на эсминце «Аспис». В том же году, пришедшее к власти правительство монархистов привело к поражению экспедиционный греческий корпус в Малой Азии, следствием которого стал геноцид и изгнание турками коренного греческого населения, именуемый в Греции «Малоазийская катастрофа». После восстания эвакуированных из Малой Азии частей, Ласкос оставил на берегу командира корабля и направил эсминец к проливу Каво д’оро, навстречу революционному флоту.
Период 1922—1935 ознаменован активной ролью офицеров в политической жизни Греции. Ласкос стал протеже генерала Пластираса, адмирала Хадзикирьякоса и своего земляка, генерала Пангалоса. Когда Пангалос, в результате переворота, пришёл к власти, Ласкос стал его адъютантом.
После того как Пангалос был низложен генералом Кондилисом, Ласкос оказался в немилости. Он был назначен начальником склада 50 непригодных торпед, которые долгие годы не использовались из-за технических проблем. Своим упорством и технической смекалкой, Ласкос сделал торпеды пригодными, за что получил благодарность морского министра.
В знак признания, Ласкос был послан в Англию супервайзером за производством 50 новых заказанных торпед.

## Подводные лодки
Вернувшись в Грецию, Ласкос решил перейти на подводные лодки. В 1930 году ему было 32 года и имея определённые знакомства он был назначен на подводную лодку «Кацонис (Υ-1)» третьим офицером.
Через несколько лет в 1933 году получив звание коммандера он был назначен командиром подводной лодки «Главкос (Y-6)».
В том же году состоялись неудачные для сторонников Венизелоса парламентские выборы. Сторонники Венизелоса стали готовить военный мятеж. Ласкос выразил несогласие с планами. Но примкнул к мятежникам только после того как его обвинили в трусости.
Мятеж 1 марта 1935 года был неудачным. Ласкос сумел занять базу подводных лодок, а затем базу флота на острове Саламин и под огнём правительственных артиллерийских батарей помог мятежным кораблям погрузить боеприпасы и уйти. Командуя подводной лодкой «Нерей» ушёл с мятежными кораблями на остров Крит.
После того как поражение мятежа стало очевидным, корабли флота вернулись на свою базу. Венизелос, вместе с другими зачинщиками мятежа, на борту старого броненосца «Авероф», выбрались на контролируемые тогда итальянцами острова Додеканес, а затем перебрались в Италию. Ласкос был в их числе. Морской трибунал приговорил его заочно к смертной казни. Он был исключён из состава ВМФ.
Итальянский период был самым трудным периодом в его жизни.
В следующем году мятежникам была предоставлена амнистия и Ласкос вернулся в Грецию. Некоторое время был безработным.

## Алия
Вскоре Ласкос стал капитаном коммерческого флота. В 1939 году гонения на евреев в Германии были в полном разгаре, также как и исход евреев из страны. Британские власти препятствовали потоку евреев в подконтрольную им Палестину. Некоторые греческие судовладельцы, рискую своими кораблями, но за большое вознаграждение, прорывали британскую блокаду. Ласкос был капитаном судна «Саломея», которое с 700 евреями на борту, прорвало блокаду и благополучно высадило всех на побережье Палестины. Этот рейс поправил финансовое положение Ласкоса.

## Вторая мировая война
С началом Второй мировой войны, Ласкос, по-прежнему, оставался вне военно-морского флота. Перейдя в другую судоходную компанию стал капитаном грузового парохода «Иоанна». Получив груз в египетской Александрии, пароход направился в Англию. Но в Атлантике, в 180 милях от испанского порта Виго, 1 июля 1940 года был перехвачен немецкой подводной лодкой. В тот период многие командиры немецких подводных лодок ещё соблюдали морскую этику. Экипажу было приказано покинуть пароход, который затем был потоплен выстрелами орудия. Ласкос и его экипаж, в штормом море, 3 дня шёл на шлюпках к побережью, пока не был подобран португальскими рыбаками. Португальцы высадили их в Виго, после чего Ласкос и его экипаж направились в Лиссабон. Здесь уже образовалась колония 500 греческих торговых моряков, чьи суда были потоплены немецкими подводными лодками. Все они были посажены на греческий торговый пароход «Аттика» и доставлены в Грецию.

## Снова на флот
28 октября 1940 года, когда началось итальянское вторжение в Грецию, Ласкос был готов идти в очередной рейс на коммерческом судне. Он не был отозван на действующий флот, но был назначен командиром конвоя транспортов.
Греческая армия отразила нападение итальянцев и перенесла военные действия на территорию Албании. Когда 6 апреля нацистская Германия пришла на помощь своему терпящему поражение союзнику, Ласкос ещё был вне состава флота. Ему было отказано уйти с кораблями флота на Ближний Восток. Он попытался выбраться туда сам. Первая попытка была неудачной. «Нейтральные» турки вернули Ласкоса и его плавсредство на остров Хиос, где он скрывался некоторое время в роли санитара в больнице.
Вторая попытка была успешной и он прибыл на Ближний Восток весной 1942 года. Ласкос страшно желал вернуться на подводные лодки, но ему уже было 43 года и его 8-летнее отсутствие с флота лишило его опыта современной войны. Имея поддержку земляков, адмирала Александра Сакеллариу и капитана П. Констаса он был назначен командиром «старика» «Кацониса».
Кацонис (Υ-1) был на тот момент подводной лодкой греческого флота с наибольшим числом технических проблем. Её ремонт в Порт-Судане занял 7 месяцев, после чего подлодка прибыла в Порт-Саид, на докование. Там, у причала и на концах, по непонятной причине, но скорее всего в результате человеческой ошибки, подлодка затонула. Ласкос был поколеблен, но быстро пришёл в себя. Ему удалось убедить англичан поднять подлодку. С большим трудом, через несколько месяцев, ему удалось ввести подлодку в строй.

## Походы и гибель «Кацониса»
Ласкос ушёл на «Кацонисе» в свой первый поход 24 марта 1943 года. Высадил диверсантов на побережье Лаконии, после чего перехватил 3 грузовых парусника. Согласно приказу ему следовало потопить парусники, но они шли с грузом продовольствия в голодающие Афины.

В тот же день, он повстречал другой парусник, на котором один из членов экипажа дал ему информацию о движениях немецкого патрульного корабля в Йитионе и согласился пересесть на подлодку. Новичок получил кличку «трофей». С помощью «трофея» подлодка дерзко подошла к порту Йитион и выпустила торпеды, в результате чего, согласно британскому официальному сообщению: 

«союзная подлодка Υ/Β 2 апреля совершила в порту Йитионе торпедную атаку против корабля Оси, гружёного торпедами и глубинными бомбами. Торпеды взорвались на причале и уничтожили два плавсредства с боеприпасами. Взрыв вызвал потопление вражеского корабля и смерть находившихся на причале 20 итальянских солдат и офицеров»

.
Следующий поход «Кацониса» начался в июле в воды юго-восточной части Эгейского моря. Здесь Ласкос таким же образом попытался потопить итальянское грузовое судно в порту города Неон-Карловасион на Самосе. Операция была дерзкой и несмотря на неудачный исход, Ласкос получил благодарность морского министра.
Последний поход «Кацониса» начался 5 сентября 1943 года. Задачей были патрулирование в северной части Эгейского моря и высадка группы диверсантов.
Технические проблемы начались с самого начала похода. «Кацонис» начал показывать свой возраст. Основной проблемой стал выход из строя одного двигателя, но Ласкос продолжил поход на одном двигателе.
11 сентября подлодка высадила греческих диверсантов на острове Эвбее.
12 сентября от греческих рыбаков было получено сообщение о ожидаемом переходе из порта Салоники на Пирей, мобилизованного немцами, французского пассажирского судна «Симфра», с немецкими солдатами на борту. В ночь с 13 на 14 сентября «Кацонис» погрузился и начал патрулирование между горой Пелион и островом Скиатос, в ожидании «Симфры». Увидев идущее с севера судно подлодка всплыла и направилась к предполагаемому «Симфра». Увидев сигналы с немецкого корабля, Ласкос приказал немедленнο погрузиться. Вместо «Симфры», подлодка вышла на немецкий охотника UJ-2101, который успел трижды атаковать погрузившуюся подлодку глубинными бомбами.
Вода хлынула через разрушенный люк башни, механизмы перестали функционировать и подлодка стала погружаться. Ласкос приказал всплыть, готовясь к отчаянному бою. Первый выстрел был «Кацониса». Немцы были застигнуты врасплох, но быстро пришли в себя, обстреливая «Кацонис» своими орудиями. Орудийный расчёт Кацониса был убит, Ласкос бросился к орудию и успел сделать несколько выстрелов, пока не был убит сам.
Ласкос погиб 14 сентября, когда православная Греция празднует Воздвижение Креста Господня и часть его биографов напоминает о словах матери, когда он по молодости материл Крест.
После смерти Ласкоса, немецкий охотник таранил и потопил подлодку. Погибли 27 членов экипажа, 17 были взяты в плен, троим удалось вплавь, через 8-9 часов, добраться до берега и спастись.

## Память
После войны греческий военно-морской флот дал имя погибшего командира подлодки канонерке «Ласкос».
В дальнейшем, в 1977 году, имя капитана Ласкоса было дано ракетному катеру «Ласкос», Ρ-20.
Памятник капитана Ласкоса установлен на набережной его родного города Элевсин. Муниципалитет Элевсины, совместно с генштабом ВМФ ежегодно проводит мероприятия именуемые «Ласкиа»
Греческий писатель М. Карагацис (1908—1960) посвятил Василису Ласкосу свою одноимённую книгу.